# Rhodopina alboplagiata
Rhodopina alboplagiata là một loài bọ cánh cứng trong họ Cerambycidae.